# Vòng loại giải vô địch bóng đá trong nhà châu Á 2018
Vòng loại giải vô địch bóng đá trong nhà châu Á 2018 là quá trình vòng loại được tổ chức bởi Liên đoàn bóng đá châu Á (AFC) để xác định các đội tuyển tham gia cho giải vô địch bóng đá trong nhà châu Á 2018, lần thứ 15 của giải vô địch bóng đá trong nhà nam quốc tế châu Á.
Tổng cộng 16 đội tuyển giành quyền tham dự giải đấu chung kết, bao gồm cả Đài Bắc Trung Hoa gình quyền tham dự với tư cách chủ nhà.
Quá trình vòng loại sẽ được chia thành 4 khu vực, trong đó khu vực Đông Nam Á đồng thời là giải vô địch bóng đá trong nhà Đông Nam Á 2017, khu vực Đông và khu vực Tây sẽ được diễn ra ở Thái Lan, và khu vực Nam được sáp nhập vào khu vực Trung sau khi Nepal là đội tuyển duy nhất từ khu vực Nam.

## Quá trình vòng loại
Trong số 47 hiệp hội thành viên AFC, tổng cộng có 29 đội tuyển tham gia giải đấu. 16 suất vé trong giải đấu chung kết được phân bổ như sau:
- Chủ nhà: 1 suất vé
- Khu vực Đông Nam Á: 4 suất vé
- Khu vực Nam Á và Trung Á: 4 suất vé (hai khu vực đã được sáp nhập vì Nepal là đội tuyển duy nhất từ khu vực Nam Á)
- Khu vực Tây Á: 4 suất vé
- Khu vực Đông Á: 3 suất vé

Vì lễ bốc thăm diễn ra trước khi công bố nước chủ nhà, nên Trung Hoa Đài Bắc cũng có mặt trong lễ bốc thăm, và trong

## Bốc thăm

### Hạt giống
| Đội tuyển         | Chung kết | Vòng loại |
| ----------------- | --------- | --------- |
| Nhật Bản          | 7         | 1         |
| Trung Quốc        | 10        | 2         |
| Đài Bắc Trung Hoa | 13        | 3         |
| Hàn Quốc          | —         | 4         |
| Mông Cổ           | —         | 5         |
| Hồng Kông         | —         | 6         |
| Ma Cao            | —         | —         |

| Đội tuyển    | Chung kết | Vòng loại |
| ------------ | --------- | --------- |
| Iran         | 1         | 1         |
| Uzbekistan   | 2         | 2         |
| Kyrgyzstan   | 6         | 3         |
| Tajikistan   | 14        | 4         |
| Afghanistan  | —         | 5         |
| Turkmenistan | —         | 6         |
| Nepal        | —         | —         |

| Đội tuyển   | Chung kết | Vòng loại |
| ----------- | --------- | --------- |
| Iraq        | 8         | 1         |
| Qatar       | 9         | 2         |
| Liban       | 11        | 3         |
| Ả Rập Xê Út | 12        | 4         |
| Jordan      | 15        | 5         |
| UAE         | —         | 6         |
| Bahrain     | —         | 7         |
| Syria       | —         | —         |

| Đội tuyển   | Chung kết | Khu vực |
| ----------- | --------- | ------- |
| Thái Lan    | 3         | 1       |
| Myanmar     | —         | 2       |
| Malaysia    | 16        | 3       |
| Đông Timor  | —         | 4       |
| Indonesia   | —         | 5       |
| Brunei      | —         | 5       |
| Lào         | —         | 5       |
| Việt Nam    | 4         | —       |
| Úc          | 5         | —       |
| Philippines | —         | —       |

### Bốc thăm AFF
Lễ bốc thăm ban đầu cho giải vô địch bóng đá trong nhà Đông Nam Á 2017 đã được tổ chức vào ngày 17 tháng 2 năm 2017, lúc 10:00 MMT (UTC+06:30) trong cuộc họp hội đồng AFF tại khách sạn Novetel Yangon Max ở Yangon, Myanmar. Sau khi Úc đã rút lui khỏi cuộc thi, lễ bốc thăm lại đã được tổ chức vào ngày 23 tháng 9 năm 2017 trong cuộc họp hội đồng AFF ở Bali, Indonesia.
Các đội tuyển đã được hạt giống theo thành tích của họ trong giải đấu giải vô địch bóng đá trong nhà Đông Nam Á 2016.
| Nhóm 1                      | Nhóm 2                 | Nhóm 3                                                  |
| --------------------------- | ---------------------- | ------------------------------------------------------- |
| 1. Việt Nam (H) 2. Thái Lan | 1. Myanmar 2. Malaysia | - Brunei - Indonesia - Lào - Philippines* - Đông Timor* |

Ghi chú
- (*) Không thi đấu cho vòng loại nhưng sẽ vẫn còn chơi các trận đấu.[6]

### Bốc thăm AFC
Lễ bốc thăm đã được tổ chức vào ngày 6 tháng 7 năm 2017, lúc 15:00 MYT (UTC+8), tại tòa nhà AFC ở Kuala Lumpur, Malaysia, ngoại trừ cho khu vực Đông Nam Á sử dụng giải vô địch bóng đá trong nhà Đông Nam Á 2017 là giải đấu vòng loại của họ và bốc thăm của khu vực Đông Nam Á đã được tổ chức rồi. Cơ chế cho từng khu vực như sau:
- Khu vực Đông: bảy đội tuyển từ Đông Á, đã được rút thăm chia thành 1 bảng 4 đội và 1 bảng 3 đội.
- Khu vực Nam và Trung: bảy đội tuyển từ Nam Á và Trung Á, đã được rút thăm chia thành 1 bảng 4 đội và 1 bảng 3 đội.
- Khu vực Tây: tám đội tuyển từ Tây Á, đã được rút thăm chia thành 2 bảng 4 đội.

Các đội tuyển đã được hạt giống theo thành tích của họ trong giải đấu chung kết giải vô địch bóng đá trong nhà châu Á 2016 và vòng loại.
|                                      | Nhóm 1                    | Nhóm 2                           | Nhóm 3                                  | Nhóm 4                     |
| ------------------------------------ | ------------------------- | -------------------------------- | --------------------------------------- | -------------------------- |
| Khu vực Đông · Chủ nhà: Thái Lan     | 1. Nhật Bản 2. Trung Quốc | 1. Đài Bắc Trung Hoa 2. Hàn Quốc | 1. Mông Cổ 2. Hồng Kông 3. Ma Cao       |                            |
| Khu vực Nam và Trung · Chủ nhà: Iran | 1. Iran 2. Uzbekistan     | 1. Kyrgyzstan 2. Tajikistan      | 1. Afghanistan 2. Turkmenistan 3. Nepal |                            |
| Khu vực Tây · Chủ nhà: Thái Lan      | 1. Iraq 2. Qatar          | 1. Liban 2. Ả Rập Xê Út          | 1. Jordan                               | 1. UAE 2. Bahrain 3. Syria |

Ghi chú
- Các đội tuyển trong chữ đậm vượt qua vòng loại cho vòng chung kết.

| Khu vực Đông Nam Á   | - Úc (rút lui) - Campuchia - Philippines (đang cạnh tranh nhưng không thi đấu cho vòng loại) - Đông Timor (đang cạnh tranh nhưng không thi đấu cho vòng loại) |
| Khu vực Đông         | - Guam - Quần đảo Bắc Mariana - CHDCND Triều Tiên |
| Khu vực Nam và Trung | - Bangladesh - Bhutan - Ấn Độ - Maldives - Pakistan - Sri Lanka                                                                                               |
| Khu vực Tây          | - Kuwait (bị đình chỉ) - Oman - Palestine - Yemen |

## Thể thức
Trong mỗi bảng, các đội tuyển chơi mỗi đội khác một lần tại địa điểm tập trung; ngoại trừ khu vực Đông Nam Á, khu vực Nam và Trung.

### Các tiêu chí
Teams are ranked according to points (3 points for a win, 1 point for a draw, 0 points for a loss), and if tied on points, the following tiebreaking criteria are applied, in the order given, to determine the rankings (Regulations Article 11.5):
1. Điểm trong các trận đấu đối đầu giữa các đội bắt buộc;
2. Hiệu số trong các trận đấu đối đầu giữa các đội bắt buộc;
3. Tỷ số trong các trận đấu đối đầu giữa các đội bắt buộc;
4. If more than two teams are tied, and after applying all head-to-head criteria above, a subset of teams are still tied, all head-to-head criteria above are reapplied exclusively to this subset of teams;
5. Hiệu số trong tất cả các trận đấu bảng;
6. Tỷ số trong tất cả các trận đấu bảng;
7. Penalty shoot-out if only two teams are tied and they met in the last round of the group;
8. Điểm kỷ luật (thẻ vàng = 1 điểm, thẻ đỏ là kết quả của 2 thẻ vàng = 3 điểm, thẻ đỏ trực tiếp = 3 điểm, thẻ vàng tiếp theo bởi thẻ đỏ trực tiếp = 4 điểm);
9. Bốc thăm nhiều.

## Khu vực Đông Nam Á
- Các trận đấu (AFC) được diễn ra từ ngày 26 tháng 10 và ngày 30 tháng 10 năm 2017.
- Tất cả các trận đấu được tổ chức ở Việt Nam.
- Các thời gian được liệt kê là UTC+7.
- Trong trường hợp Philippines, Đông Timor hoặc cả hai kết thúc trong số hai đội hàng đầu trong bảng của họ thì các đội tuyển tốt nhất tiếp theo sẽ vượt qua vòng loại cho giải đấu chung kết thay vì kể từ khi cả hai quốc gia đều không nộp đơn danh sách đội thi đấu của họ cho giải vô địch bóng đá trong nhà châu Á 2018.[6]

| Ngày đấu   | Các ngày             | Các ngày             | Các trận đấu | Các trận đấu |
| Ngày đấu   | Bảng A               | Bảng B               | Bảng A       | Bảng B       |
| ---------- | -------------------- | -------------------- | ------------ | ------------ |
| Ngày đấu 1 | 26 tháng 10 năm 2017 | 26 tháng 10 năm 2017 | 3 v 2, 4 v 5 | 3 v 2, 4 v 1 |
| Ngày đấu 2 | 27 tháng 10 năm 2017 | 27 tháng 10 năm 2017 | 4 v 1, 5 v 3 | 3 v 1, 4 v 2 |
| Ngày đấu 3 | 28 tháng 10 năm 2017 | 28 tháng 10 năm 2017 | 1 v 5, 4 v 2 | 1 v 2, 3 v 4 |
| Ngày đấu 4 | 29 tháng 10 năm 2017 |                      | 2 v 5, 3 v 1 |              |
| Ngày đấu 5 | 30 tháng 10 năm 2017 |                      | 3 v 4, 2 v 1 |              |

### Bảng A
| VT | Đội          | ST | T | H | B | BT | BB | HS  | Đ  | Giành quyền tham dự                                   |
| -- | ------------ | -- | - | - | - | -- | -- | --- | -- | ----------------------------------------------------- |
| 1  | Việt Nam (H) | 4  | 4 | 0 | 0 | 49 | 3  | +46 | 12 | Bán kết và Giải vô địch bóng đá trong nhà châu Á 2018 |
| 2  | Myanmar      | 4  | 3 | 0 | 1 | 41 | 5  | +36 | 9  | Bán kết và Giải vô địch bóng đá trong nhà châu Á 2018 |
| 3  | Indonesia    | 4  | 2 | 0 | 2 | 35 | 7  | +28 | 6  |                                                       |
| 4  | Brunei       | 4  | 1 | 0 | 3 | 5  | 40 | −35 | 3  |                                                       |
| 5  | Philippines  | 4  | 0 | 0 | 4 | 0  | 75 | −75 | 0  |                                                       |

1. ↑  Philippines không đăng kí tham dự vòng loại giải vô địch bóng đá trong nhà châu Á.[6]

| Brunei | 0–13     | Myanmar |
| ------ | -------- | --- |
|        | Chi tiết | - Phyo Maung (tiền đạo) 3', 14', 14', 28' - Pyone Aung 7', 7' - Min Tun 10' - Aung Aung 16', 38' - Zin Oo 20' - Ye Kyaw 27', 29' - Kyaw Tun 36' |

| Indonesia | 21–0     | Philippines |
| --- | -------- | ----------- |
| - Saud 4', 13', 32' - Ardiansyah 6', 31', 33', 33' - Nawawi 9', 18' - Saptaji 10', 37' - Faidasa 20', 21', 30', 38' - Rasyid 21' - Miranda 22' (l.n.) - Mustamu 25', 40' - Sunny 35' - Mushar 40' | Chi tiết |             |

| Indonesia | 9–0      | Brunei |
| --- | -------- | ------ |
| - Ardiansyah 3' - Ariwibowo 9' - Mustamu 12' - Saud 12', 30' - Saptaji 15', 27' - Rahmatullah 36' - Larawo 40' | Chi tiết |        |

| Philippines | 0–24     | Việt Nam |
| ----------- | -------- | --- |
|             | Chi tiết | - Vũ Quốc Hưng 2', 3', 27', 37' - Nguyễn Minh Trí 4', 21' - Phùng Trọng Luân 6', 28', 38' - Trần Thái Huy 10', 20', 33', 34' - Phạm Đức Hòa 11', 36', 36' - Cổ Trí Kiệt 12' - Khổng Đình Hùng 16' - Ngô Ngọc Sơn 18', 28' - Lê Quốc Nam 24', 26' - Đinh Văn Toàn 27' - Trần Văn Vũ 40' |

| Myanmar | 25–0     | Philippines |
| --- | -------- | ----------- |
| - N. Min Soe 1', 16', 34' - Phyo Maung (tiền đạo) 2', 15', 24', 25', 34' - Ye Kyaw 4' - Zaw Lin 7', 18', 19' - H. Min Soe 10', 36' - Myint Soe 10', 37' - Min Tun 12', 37' - Hermosa 16' (l.n.) - Zin Oo 18' - Phyo Maung (hậu vệ) 19', 38' - Ko Ko Lwin 28', 38' - Aung Aung 31' | Chi tiết |             |

| Việt Nam                                              | 4–3      | Indonesia                                  |
| ----------------------------------------------------- | -------- | ------------------------------------------ |
| - Phùng Trọng Luân 7', 32', 36' - Nguyễn Minh Trí 40' | Chi tiết | - Nawawi 12', 35' (ph.đ.) - Ardiansyah 34' |

| Myanmar                                       | 3–2      | Indonesia               |
| --------------------------------------------- | -------- | ----------------------- |
| - Phyo Maung (tiền đạo) 3', 24' - Soe Moe 35' | Chi tiết | - Saud 8' - Saptaji 40' |

| Brunei | 0–18     | Việt Nam |
| ------ | -------- | --- |
|        | Chi tiết | - Ngô Ngọc Sơn 1', 10', 23', 30' - Vũ Quốc Hưng 3' - Đinh Văn Toàn 5' - Trần Thái Huy 5', 24', 26', 33' - Phùng Trọng Luân 9', 34', 39' - Lê Quốc Nam 12' - Vũ Xuân Du 23' - Danh Phát 25', 27', 39' |

| Philippines | 0–5      | Brunei                                                  |
| ----------- | -------- | ------------------------------------------------------- |
|             | Chi tiết | - Maidin 7' - Timbang 24' - Hasnan 28', 39' - Raimi 33' |

| Việt Nam                                                      | 3–0      | Myanmar |
| ------------------------------------------------------------- | -------- | ------- |
| - Phùng Trọng Luân 13' - Lê Quốc Nam 40' - Nguyễn Văn Huy 40' | Chi tiết |         |

### Bảng B
| VT | Đội        | ST | T | H | B | BT | BB | HS  | Đ | Giành quyền tham dự                                   |
| -- | ---------- | -- | - | - | - | -- | -- | --- | - | ----------------------------------------------------- |
| 1  | Thái Lan   | 3  | 3 | 0 | 0 | 37 | 5  | +32 | 9 | Bán kết và Giải vô địch bóng đá trong nhà châu Á 2018 |
| 2  | Malaysia   | 3  | 2 | 0 | 1 | 16 | 11 | +5  | 6 | Bán kết và Giải vô địch bóng đá trong nhà châu Á 2018 |
| 3  | Lào        | 3  | 1 | 0 | 2 | 9  | 24 | −15 | 3 |                                                       |
| 4  | Đông Timor | 3  | 0 | 0 | 3 | 8  | 30 | −22 | 0 |                                                       |

1. ↑  Đông Timor không đủ điều kiện cho vòng loại giải vô địch bóng đá trong nhà châu Á.[6]

| Thái Lan | 14–0     | Lào |
| --- | -------- | --- |
| - Chaivat 1', 3' - Weerasak 4', 23' - Jetsada 4', 35' - Peerapol 5', 37' - Nawin 8' - Warut 12' - Osamanmusa 14', 23', 31' - Nattawut 35' | Chi tiết |     |

| Malaysia                                                                 | 7–2      | Đông Timor             |
| ------------------------------------------------------------------------ | -------- | ---------------------- |
| - Idris 2' - A. Hasan 2', 18' - Nawi 19', 26' - Effendy 32' - Ismail 36' | Chi tiết | - Gomes 8' - Nunes 31' |

| Lào                                      | 3–6      | Malaysia                                                |
| ---------------------------------------- | -------- | ------------------------------------------------------- |
| - Phasawaeng 15', 30' - Chanchaleune 38' | Chi tiết | - Effendy 2', 10', 27' - Idris 10' - A. Rahman 12', 39' |

| Đông Timor      | 2–17     | Thái Lan |
| --------------- | -------- | --- |
| - Gomes 8', 12' | Chi tiết | - Peerapol 3', 4', 12' - Vong 5' (l.n.) - Sorasak 6', 16' - Panut 9' - Jetsada 10', 19', 36' - Chaivat 12' - Osamanmusa 14', 15', 29', 30', 39' - Weerasak 22' |

| Thái Lan                                                                     | 6–3      | Malaysia                        |
| ---------------------------------------------------------------------------- | -------- | ------------------------------- |
| - Osamanmusa 11', 15' - Ronnachai 12' - Nattawut 25' - Nawin 27' - Warut 30' | Chi tiết | - Effendy 29', 32' - Ismail 34' |

| Đông Timor                                    | 4–6      | Lào                                                                                             |
| --------------------------------------------- | -------- | ----------------------------------------------------------------------------------------------- |
| - Gomes 8', 11' - Mu Kui Sen 14' - Duarte 34' | Chi tiết | - Waenvongsoth 2' - Phiphakkhavong 11' - Sihabouth 16' - Phasawaeng 21', 40' - Chanchaleune 33' |

## Khu vực Đông
- Các trận đấu được diễn ra từ ngày 4 và ngày 8 tháng 11 năm 2017.
- Tất cả các trận đấu được tổ chức ở Thái Lan.
- Các thời gian được liệt kê là UTC+7.

| Ngày đấu   | Các ngày            | Các trận đấu      | Các trận đấu      |
| Ngày đấu   | Các bảng A–B        | Bảng A            | Bảng B            |
| ---------- | ------------------- | ----------------- | ----------------- |
| Ngày đấu 1 | 4 tháng 11 năm 2017 | 1 v 4, 2 v 3      | 3 v 1             |
| Ngày đấu 2 | 5 tháng 11 năm 2017 | 4 v 2, 3 v 1      | 2 v 3             |
| Ngày đấu 3 | 6 tháng 11 năm 2017 | 1 v 2, 3 v 4      | 1 v 2             |
| Ngày đấu   | Ngày                | Trận đấu          | Trận đấu          |
| Play-off   | 8 tháng 11 năm 2017 | (A2 hoặc A3) v B2 | (A2 hoặc A3) v B2 |

### Bảng A
| VT | Đội               | ST | T | H | B | BT | BB | HS  | Đ | Giành quyền tham dự                        |
| -- | ----------------- | -- | - | - | - | -- | -- | --- | - | ------------------------------------------ |
| 1  | Nhật Bản          | 3  | 3 | 0 | 0 | 24 | 2  | +22 | 9 | Giải vô địch bóng đá trong nhà châu Á 2018 |
| 2  | Đài Bắc Trung Hoa | 3  | 2 | 0 | 1 | 13 | 10 | +3  | 6 | Play-off                                   |
| 3  | Mông Cổ           | 3  | 1 | 0 | 2 | 9  | 13 | −4  | 3 |                                            |
| 4  | Ma Cao            | 3  | 0 | 0 | 3 | 2  | 23 | −21 | 0 |                                            |

1. ↑  Đài Bắc Trung Hoa giành quyền tham dự vòng chung kết với tư cách chủ nhà.

| Nhật Bản                                                   | 5–1      | Mông Cổ              |
| ---------------------------------------------------------- | -------- | -------------------- |
| - Shimizu 3', 11' - Nibuya 25' - Morioka 34' - Tomoaki 37' | Chi tiết | - Pagamsürengiin 29' |

| Đài Bắc Trung Hoa                                                                         | 6–0      | Ma Cao |
| ----------------------------------------------------------------------------------------- | -------- | ------ |
| - Chi Sheng-fa 16' (ph.đ.) - Lin Chih-hung 18', 20', 32', 40' - Chan Tsz Yeung 24' (l.n.) | Chi tiết |        |

| Mông Cổ              | 2–6      | Đài Bắc Trung Hoa                                                      |
| -------------------- | -------- | ---------------------------------------------------------------------- |
| - Altansukh 23', 38' | Chi tiết | - Chi Sheng-fa 6', 15', 30' - Huang Po-chun 7' - Lai Ming-hui 18', 30' |

| Ma Cao | 0–11     | Nhật Bản                                                                                                  |
| ------ | -------- | --- |
|        | Chi tiết | - Shimizu 2', 3', 30' - Minamoto 16', 28' - Murota 22', 40' - Saito 23' - Hoshi 25' - Mayedonchi 29', 35' |

| Nhật Bản                                                                            | 8–1      | Đài Bắc Trung Hoa     |
| ----------------------------------------------------------------------------------- | -------- | --------------------- |
| - Shimizu 3' - Hoshi 5', 13', 25' - Nibuya 6', 15' - Mayedonchi 32' - Yoshikawa 35' | Chi tiết | - Huang Tai-hsiang 8' |

| Ma Cao                              | 2–6      | Mông Cổ                                                                          |
| ----------------------------------- | -------- | -------------------------------------------------------------------------------- |
| - Kwok Siu Tin 19' - Cheong Loi 39' | Chi tiết | - Battsagaan 3', 13' - B. Erdenebat 10', 11' - P. Erdenebat 12' - Altantulga 20' |

### Bảng B
| VT | Đội        | ST | T | H | B | BT | BB | HS | Đ | Giành quyền tham dự                        |
| -- | ---------- | -- | - | - | - | -- | -- | -- | - | ------------------------------------------ |
| 1  | Hàn Quốc   | 2  | 2 | 0 | 0 | 8  | 4  | +4 | 6 | Giải vô địch bóng đá trong nhà châu Á 2018 |
| 2  | Trung Quốc | 2  | 1 | 0 | 1 | 7  | 5  | +2 | 3 | Play-off                                   |
| 3  | Hồng Kông  | 2  | 0 | 0 | 2 | 2  | 8  | −6 | 0 |                                            |

| Hồng Kông | 0–5      | Trung Quốc                                                            |
| --------- | -------- | --------------------------------------------------------------------- |
|           | Chi tiết | - Li Jianjia 17', 40' - Xu Yang 20' - Zeng Liang 23' - Peng Boyao 34' |

| Hàn Quốc                                                 | 3–2      | Hồng Kông                           |
| -------------------------------------------------------- | -------- | ----------------------------------- |
| - Shin Jong-hoon 18' - Chun Jin-woo 18' - Shin Ha-il 25' | Chi tiết | - Liu Yik Shing 5' - Li Ka Chun 34' |

| Trung Quốc               | 2–5      | Hàn Quốc                                                                          |
| ------------------------ | -------- | --------------------------------------------------------------------------------- |
| - Zhuang Jianfa 16', 32' | Chi tiết | - Kim Gyeong-geun 7' - Lee Sun-ho 25' - Shin Jong-hoon 30' - Kim Min-kuk 38', 40' |

### Play-off
Đội thắng vượt qua vòng loại cho giải vô địch bóng đá trong nhà châu Á 2018.
| Đài Bắc Trung Hoa                      | 2–2      | Trung Quốc                        |
| -------------------------------------- | -------- | --------------------------------- |
| - Lin Chih-hung 3' - Hung Wei-teng 20' | Chi tiết | - Zhao Liang 13' - Li Zhiheng 25' |
| Loạt sút luân lưu                      |          |                                   |
|                                        | 2–3      |                                   |

## Khu vực Nam và Trung
- Các trận đấu được diễn ra từ ngày 15 và ngày 17 tháng 10 năm 2017.
- Tất cả các trận đấu được tổ chức ở Iran.
- Các thời gian được liệt kê là (IRST +3:30).

| Ngày đấu   | Các ngày             | Các trận đấu | Các trận đấu |
| Ngày đấu   | Các bảng A–B         | Bảng A       | Bảng B       |
| ---------- | -------------------- | ------------ | ------------ |
| Ngày đấu 1 | 15 tháng 10 năm 2017 | 1 v 4, 2 v 3 | 1 v 3        |
| Ngày đấu 2 | 16 tháng 10 năm 2017 | 4 v 2, 3 v 1 | 2 v 3        |
| Ngày đấu 3 | 17 tháng 10 năm 2017 | 1 v 2, 3 v 4 | 1 v 2        |

### Bảng A
| VT | Đội          | ST | T | H | B | BT | BB | HS  | Đ | Giành quyền tham dự                        |
| -- | ------------ | -- | - | - | - | -- | -- | --- | - | ------------------------------------------ |
| 1  | Uzbekistan   | 3  | 3 | 0 | 0 | 22 | 6  | +16 | 9 | Giải vô địch bóng đá trong nhà châu Á 2018 |
| 2  | Kyrgyzstan   | 3  | 2 | 0 | 1 | 13 | 7  | +6  | 6 | Giải vô địch bóng đá trong nhà châu Á 2018 |
| 3  | Turkmenistan | 3  | 1 | 0 | 2 | 14 | 12 | +2  | 3 |                                            |
| 4  | Nepal        | 3  | 0 | 0 | 3 | 4  | 28 | −24 | 0 |                                            |

| Uzbekistan | 14–1     | Nepal      |
| --- | -------- | ---------- |
| - D. Rakhmatov 2', 6', 22' - Abdumavlyanov 3' - Choriev 4', 24' - Abdurakhmonov 5' - Yunusov 13', 13' - A. Rakhmatov 26' - Nishonov 33' - Magar 35' (l.n.) - Shavkatov 39', 40' | Chi tiết | - Raut 22' |

| Kyrgyzstan                                                            | 5–3      | Turkmenistan                                        |
| --------------------------------------------------------------------- | -------- | --------------------------------------------------- |
| - Alimov 29' - Zholdubaev 22', 40' - Baigazy Uulu 25' - Imanbekov 36' | Chi tiết | - Alimov 3' (l.n.) - Soltanov 11' - Annaguliyev 25' |

| Nepal | 0–5      | Kyrgyzstan                                                       |
| ----- | -------- | ---------------------------------------------------------------- |
|       | Chi tiết | - Alimov 1' - Tashtanov 5', 37' - Baigazy Uulu 13' - Kanetov 21' |

| Turkmenistan                    | 2–4      | Uzbekistan                                                    |
| ------------------------------- | -------- | ------------------------------------------------------------- |
| - Meredov 37' - Annaguliyev 38' | Chi tiết | - Hamroev 12' - Yunusov 21' - Abdumavlyanov 24' - Choriev 27' |

| Uzbekistan                                                    | 4–3      | Kyrgyzstan                        |
| ------------------------------------------------------------- | -------- | --------------------------------- |
| - Abdurakhmonov 4' - Sviridov 5' - Adilov 11' - Shavkatov 15' | Chi tiết | - Kanetov 8', 35' - Anarbekov 15' |

| Turkmenistan | 9–3      | Nepal                            |
| --- | -------- | -------------------------------- |
| - Magar 9' (l.n.) - Soltanov 10', 21' - Kurbanov 11' - Annaguliyev 27' - Atayev 28', 30' - Sahedov 33' - Muhammetmyradov 40' | Chi tiết | - Lama 3' - Gurung 8' - Raut 14' |

### Bảng B
| VT | Đội         | ST | T | H | B | BT | BB | HS  | Đ | Giành quyền tham dự                        |
| -- | ----------- | -- | - | - | - | -- | -- | --- | - | ------------------------------------------ |
| 1  | Iran (H)    | 2  | 2 | 0 | 0 | 20 | 4  | +16 | 6 | Giải vô địch bóng đá trong nhà châu Á 2018 |
| 2  | Tajikistan  | 2  | 1 | 0 | 1 | 6  | 15 | −9  | 3 | Giải vô địch bóng đá trong nhà châu Á 2018 |
| 3  | Afghanistan | 2  | 0 | 0 | 2 | 5  | 12 | −7  | 0 |                                            |

| Afghanistan               | 2–8      | Iran                                                                     |
| ------------------------- | -------- | ------------------------------------------------------------------------ |
| - Kazemi 8' - Khademi 21' | Chi tiết | - Javid 2', 18', 28' - Hassanzadeh 5', 7', 29' - Talebi 15' - Abbasi 19' |

| Tajikistan                                                       | 4–3      | Afghanistan                            |
| ---------------------------------------------------------------- | -------- | -------------------------------------- |
| - Kazemi 3' (l.n.) - Halimov 9' - Salomov 39' - Alimakhmadov 40' | Chi tiết | - Haidari 9' - Rezayi 14' - Jafari 40' |

| Iran | 12–2     | Tajikistan                     |
| --- | -------- | ------------------------------ |
| - Tavakoli 3', 4' - Orouji 6' - Alighadr 17', 18', 31' - Javid 18', 18' - Lotfi 19' - Talebi 30' - Abbasi 34' - Hassanzadeh 39' | Chi tiết | - Sardorov 6' - Bekmurodov 39' |

## Khu vực Tây
- Các trận đấu được diễn ra từ ngày 10 và ngày 12 tháng 11 năm 2017.
- Tất cả các trận đấu được tổ chức ở Thái Lan.
- Các thời gian được liệt kê là UTC+7.

### Bảng A
| VT | Đội         | ST | T | H | B | BT | BB | HS | Đ | Giành quyền tham dự                        |
| -- | ----------- | -- | - | - | - | -- | -- | -- | - | ------------------------------------------ |
| 1  | Bahrain     | 3  | 2 | 1 | 0 | 8  | 4  | +4 | 7 | Giải vô địch bóng đá trong nhà châu Á 2018 |
| 2  | Iraq        | 3  | 1 | 1 | 1 | 9  | 8  | +1 | 4 | Giải vô địch bóng đá trong nhà châu Á 2018 |
| 3  | Ả Rập Xê Út | 3  | 0 | 3 | 0 | 7  | 7  | 0  | 3 |                                            |
| 4  | UAE         | 3  | 0 | 1 | 2 | 2  | 7  | −5 | 1 |                                            |

| Iraq                              | 2–3      | Bahrain             |
| --------------------------------- | -------- | ------------------- |
| - Faheem 7' (ph.đ.) - Dakheel 38' | Chi tiết | - Anan 2', 16', 40' |

| Ả Rập Xê Út   | 1–1      | UAE            |
| ------------- | -------- | -------------- |
| - Al-Asiri 4' | Chi tiết | - Al-Hosani 1' |

| Bahrain    | 1–1      | Ả Rập Xê Út   |
| ---------- | -------- | ------------- |
| - Yusuf 2' | Chi tiết | - Mubarak 35' |

| UAE | 0–2      | Iraq                      |
| --- | -------- | ------------------------- |
|     | Chi tiết | - Jabbar 11' - Hamzah 37' |

| Iraq                                                                     | 5–5      | Ả Rập Xê Út                                                   |
| ------------------------------------------------------------------------ | -------- | ------------------------------------------------------------- |
| - Dakheel 1' (ph.đ.) - Al-Zubaidi 4' - Abdale 6' - Arab 39' - Hamzah 40' | Chi tiết | - Jmah 1' - Al-Zahrani 11' - Al-Alouni 16', 35' - Mubarak 32' |

| UAE              | 1–4      | Bahrain                                                   |
| ---------------- | -------- | --------------------------------------------------------- |
| - T. Abdulla 15' | Chi tiết | - Yusuf 17' - Obaid 23' (l.n.) - Muhammad 38' - Abbas 38' |

### Bảng B
| VT | Đội    | ST | T | H | B | BT | BB | HS | Đ | Giành quyền tham dự                        |
| -- | ------ | -- | - | - | - | -- | -- | -- | - | ------------------------------------------ |
| 1  | Liban  | 2  | 2 | 0 | 0 | 6  | 2  | +4 | 6 | Giải vô địch bóng đá trong nhà châu Á 2018 |
| 2  | Jordan | 2  | 1 | 0 | 1 | 4  | 4  | 0  | 3 | Giải vô địch bóng đá trong nhà châu Á 2018 |
| 3  | Qatar  | 2  | 0 | 0 | 2 | 2  | 6  | −4 | 0 |                                            |
| 4  | Syria  | 0  | 0 | 0 | 0 | 0  | 0  | 0  | 0 | Rút lui                                    |

| Jordan                       | 3–1      | Qatar            |
| ---------------------------- | -------- | ---------------- |
| - Samara 2' - Aldeen 6', 37' | Chi tiết | - Al-Bulushi 15' |

| Liban                                                    | 3–1      | Jordan       |
| -------------------------------------------------------- | -------- | ------------ |
| - Samara 6' (l.n.) - Al-Ashran 15' (l.n.) - El-Homsi 31' | Chi tiết | - Samara 21' |

| Qatar            | 1–3      | Liban                                |
| ---------------- | -------- | ------------------------------------ |
| - Al-Masoudi 40' | Chi tiết | - Zeitoun 16', 40' - Kouyoumjian 31' |

## Các đội tuyển vượt qua vòng loại
Dưới đây là 16 đội tuyển vượt qua vòng loại cho giải đấu chung kết.
| Đội tuyển         | Tư cách vượt qua vòng loại         | Ngày vượt qua vòng loại | Tham dự lần trước trong giải đấu1                                                       |
| ----------------- | ---------------------------------- | ----------------------- | --------------------------------------------------------------------------------------- |
| Đài Bắc Trung Hoa | Chủ nhà                            | 29 tháng 7 năm 2017     | 11 (2001, 2002, 2003, 2004, 2005, 2006, 2008, 2010, 2012, 2014, 2016)                   |
| Việt Nam          | Nhất bảng A (khu vực Đông Nam Á)   | 29 tháng 10 năm 2017    | 4 (2005, 2010, 2014, 2016)                                                              |
| Myanmar           | Nhì bảng A (khu vực Đông Nam Á)    | 29 tháng 10 năm 2017    | 0 (lần đầu)                                                                             |
| Thái Lan          | Nhất bảng B (khu vực Đông Nam Á)   | 27 tháng 10 năm 2017    | 14 (1999, 2000, 2001, 2002, 2003, 2004, 2005, 2006, 2007, 2008, 2010, 2012, 2014, 2016) |
| Malaysia          | Nhì bảng B (khu vực Đông Nam Á)    | 27 tháng 10 năm 2017    | 11 (1999, 2001, 2002, 2003, 2004, 2005, 2006, 2007, 2008, 2014, 2016)                   |
| Nhật Bản          | Nhất bảng A (khu vực Đông)         | 6 tháng 11 năm 2017     | 14 (1999, 2000, 2001, 2002, 2003, 2004, 2005, 2006, 2007, 2008, 2010, 2012, 2014, 2016) |
| Hàn Quốc          | Nhất bảng B (khu vực Đông)         | 6 tháng 11 năm 2017     | 12 (1999, 2000, 2001, 2002, 2003, 2004, 2005, 2007, 2008, 2010, 2012, 2014)             |
| Trung Quốc        | Đội thắng play-off (khu vực Đông)  | 8 tháng 11 năm 2017     | 11 (2002, 2003, 2004, 2005, 2006, 2007, 2008, 2010, 2012, 2014, 2016)                   |
| Uzbekistan        | Nhất bảng A (khu vực Nam và Trung) | 16 tháng 10 năm 2017    | 14 (1999, 2000, 2001, 2002, 2003, 2004, 2005, 2006, 2007, 2008, 2010, 2012, 2014, 2016) |
| Kyrgyzstan        | Nhì bảng A (khu vực Nam và Trung)  | 16 tháng 10 năm 2017    | 14 (1999, 2000, 2001, 2002, 2003, 2004, 2005, 2006, 2007, 2008, 2010, 2012, 2014, 2016) |
| Iran              | Nhất bảng B (khu vực Nam và Trung) | 16 tháng 10 năm 2017    | 14 (1999, 2000, 2001, 2002, 2003, 2004, 2005, 2006, 2007, 2008, 2010, 2012, 2014, 2016) |
| Tajikistan        | Nhì bảng B (khu vực Nam và Trung)  | 16 tháng 10 năm 2017    | 9 (2001, 2005, 2006, 2007, 2008, 2010, 2012, 2014, 2016)                                |
| Bahrain           | Nhất bảng A (khu vực Tây)          | 12 tháng 11 năm 2017    | 1 (2002)                                                                                |
| Iraq              | Nhì bảng A (khu vực Tây)           | 12 tháng 11 năm 2017    | 10 (2001, 2002, 2003, 2005, 2006, 2007, 2008, 2010, 2014, 2016)                         |
| Liban             | Nhất bảng B (khu vực Tây)          | 12 tháng 11 năm 2017    | 10 (2003, 2004, 2005, 2006, 2007, 2008, 2010, 2012, 2014, 2016)                         |
| Jordan            | Nhì bảng B (khu vực Tây)           | 12 tháng 11 năm 2017    | 1 (2016)                                                                                |

1 In đậm chỉ ra vô địch cho năm đó. In nghiêng chỉ ra chủ nhà cho năm đó.

## Cầu thủ ghi bàn
11 bàn
- Pyae Phyo Maung

10 bàn
- Muhammad Osamanmusa
- Phùng Trọng Luân

8 bàn
- Trần Thái Huy

6 bàn
- Ardiansyah
- Syauqi Saud
- Kazuya Shimizu
- Mohd Khairul Effendy
- Ngô Ngọc Sơn

5 bàn
- Lin Chih-hung
- Bambang Bayu Saptaji
- Mahdi Javid
- Jetsada Chudech
- Peerapol Satsue
- Bruno Gomes
- Vũ Quốc Hưng

4 bàn
- Chi Sheng-fa
- Abdul Rohman Nawawi
- Muhammad Subhan Faidasa
- Ali Asghar Hassanzadeh
- Shota Hoshi
- Soulichanh Phasawaeng
- Lê Quốc Nam

3 bàn
- Jassam Saleh Anan
- Johanis Dominggus Mustamu
- Mehran Alighadr
- Kazuhiro Nibuya
- Matías Hernán Mayedonchi
- Emil Kanetov
- Aung Aung
- Hlaing Min Tun
- Khin Zaw Lin
- Naing Ye Kyaw
- Nyein Min Soe
- Chaivat Jamgrajang
- Weerasak Srichai
- Mulkaman Annaguliyev
- Maksat Soltanov
- Artur Yunusov
- Davron Choriev
- Dilmurod Shavkatov
- Dilshod Rakhmatov
- Danh Phát
- Nguyễn Minh Trí
- Phạm Đức Hòa

2 bàn
- Falah Abbas Yusuf
- Faiz Bin Hasnan
- Li Jianjia
- Zhuang Jianfa
- Lai Ming-hui
- Farhad Tavakoli
- Saeid Ahmad Abbasi
- Shahab Talebi
- Hasan Ali Dakheel
- Mustafa Bachay Hamzah
- Akira Minamoto
- Yuki Murota
- Ahmad Amer Samara
- Samer Naser Aldeen
- Aktai Tashtanov
- Maksat Alimov
- Mirlan Zholdubaev
- Ulanbek Baigazy Uulu
- Nidnilanh Chanchaleune
- Hassan Zeitoun
- Abu Haniffa Bin Hasan
- Akmarulnizam Mohd Idris
- Mohamad Awalluddin Nawi
- Mohd Azwann Ismail
- Muhammad Azri Rahman
- Bat-Orgil Erdenebat
- Munguntulga Battsagaan
- Temuujin Altansukh
- Aung Zin Oo
- Hein Min Soe
- Ko Ko Lwin
- Myo Myint Soe
- Pyae Phyo Maung (hậu vệ)
- Sai Pyone Aung
- Suraj Raut
- Abdulaziz Azmi Al-Alouni
- Aroan Nawaf Mubarak
- Kim Min-kuk
- Shin Jong-hoon
- Nattawut Madyalan
- Nawin Rattanawongswa
- Sorasak Phoonjungreed
- Warut Wangsama-aeo
- Vatan Atayev
- Davronjon Abdurakhmonov
- Farkhod Abdumavlyanov
- Đinh Văn Toàn

1 bàn
- Ali Jafari
- Akbar Kazemi
- Hussain Khademi
- Jawad Haidari
- Mohsen Rezayi
- Salman Maula Muhammad
- Sayed Mohamed Abbas
- Maziri Bin Maidin
- Muhammad Naqib Timbang
- Raimi
- Peng Boyao
- Zeng Liang
- Zhao Liang
- Xu Yang
- Li Zhiheng
- Huang Po-chun
- Huang Tai-hsiang
- Hung Wei-teng
- Li Ka Chun
- Liu Yik Shing
- Aditya Muhammad Rasyid
- Alexander Benhard Larawo
- Guntur Sulistyo Ariwibowo
- Mochammad Iqbal Rahmatullah
- Randy Satria Mushar
- Sunny Rizki Suhendra
- Abolghasem Orouji
- Touhid Lotfi
- Ghaith Riyadh Arab
- Hassan Ali Jabbar
- Hussein Abd Al-Zubaidi
- Waleed Khalid Faheem
- Zainal Abdeen Abdale
- Kaoru Morioka
- Koichi Saito
- Tomoaki Watanabe
- Tomoki Yoshikawa
- Adilet Imanbekov
- Kelkel Anarbekov
- Chanthaphone Waenvongsoth
- Khampha Phiphakkhavong
- Phonephet Sihabouth
- Ali El-Homsi
- Serge Kouyoumjian
- Cheong Loi
- Kwok Siu Tin
- Pagamsuren Altantulga
- Pagamsürengiin Altantulga
- Purevdorj Erdenebat
- Kyaw Kyaw Tun
- Kyaw Soe Moe
- Nabin Lama
- Nirmal Gurung
- Issa Khalfan Al-Masoudi
- Said Ghulamnabi Al-Bulushi
- Jwher Zafer Jmah
- Mansour Hassan Al-Zahrani
- Moath Mohammed Al-Asiri
- Chun Jin-woo
- Kim Gyeong-geun
- Lee Sun-ho
- Shin Ha-il
- Dilshod Salomov
- Fayzali Sardorov
- Firuz Bekmurodov
- Nekruz Alimakhmadov
- Shavqat Halimov
- Panat Kittipanuwong
- Ronnachai Jungwongsuk
- Ilidio Nunes
- Mu Kui Sen
- Remigio Duarte
- Allaberdi Meredov
- Allamyrat Kurbanov
- Gurbangeldi Sahedov
- Ovez Muhammetmyradov
- Ahmed Khalil Al-Hosani
- Tariq Abdulla
- Anaskhon Rakhmatov
- Ilhomjon Hamroev
- Konstantin Sviridov
- Khusniddin Nishonov
- Mashrab Adilov
- Cổ Trí Kiệt
- Khổng Đình Hùng
- Nguyễn Văn Huy
- Trần Văn Vũ
- Vũ Xuân Du

1 bàn phản lưới nhà
- Akbar Kazemi (trong trận gặp Tajikistan)
- Ahmad Amer Samara (trong trận gặp Liban)
- Ahmad Basheer Al-Ashran (trong trận gặp Liban)
- Maksat Alimov (trong trận gặp Turkmenistan)
- Chan Tsz Yeung (trong trận gặp Trung Hoa Đài Bắc)
- Julian Pio Miranda (trong trận gặp Indonesia)
- Lorenzo Hermosa (trong trận gặp Myanmar)
- Andre Vong (trong trận gặp Thái Lan)
- Rashid Obaid (trong trận gặp Bahrain)

2 bàn phản lưới nhà
- Saurabh Magar (trong trận gặp Uzbekistan, Turkmenistan)

Nguồn: the-afc.com 